# Ensam (skulptur)

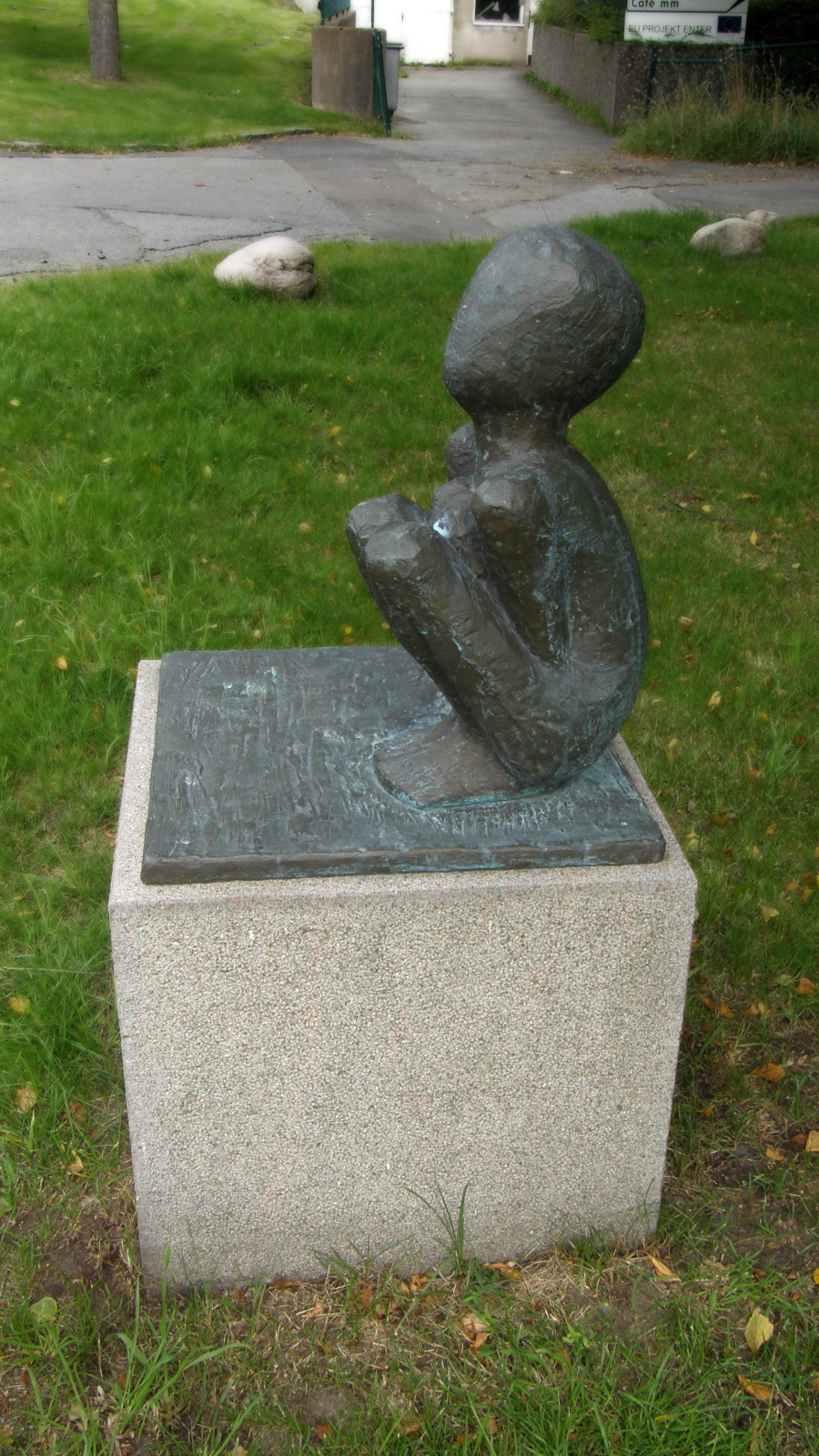
Skulpturen Ensam av Margareta Ryndel. Från sidan.

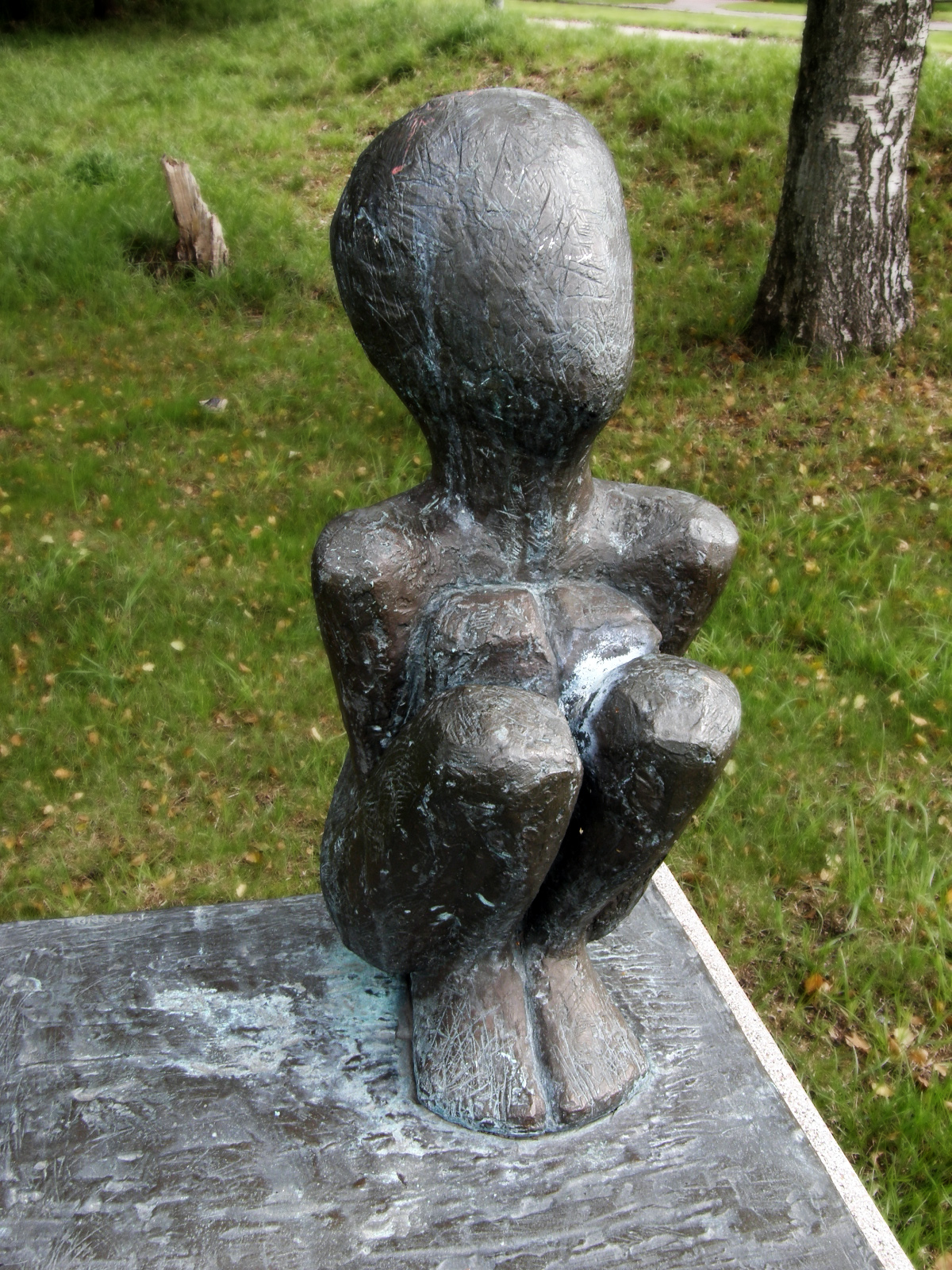
Skulpturen Ensam av Margareta Ryndel. Snett framifrån.

Ensam, är en skulptur av Margareta Ryndel vid Torpagatan i Härlanda i Göteborg. Den visar i uttrycksfullt stiliserad form ett litet barn, sittande på huk med armarna tätt mot bröstet. Den utplacerades av Charles Felix Lindbergs donationsfond 1988.
Statyn är avsedd till minne av Vidkärrs barnhem, som låg i grannskapet. Den var länge försedd med en (numera bortplockad) platta med texten: "Under åren 1935-1976 har många barn mött kärlek och omtanke på Vidkärrs barnhem och fått en god start i livet. Denna inskription upplevdes av många av de berörda som ett grovt hån. Kent Sänd, som grundade riksförbundet för Samhällets styvbarn 2004, krävde i en skrivelse tillsammans med 12 andra före detta Vidkärrsbarn i stället texten:
Göteborgs stad ber barnhemsbarnen på Vidkärr om ursäkt för den vanvård och de övergrepp som många utsattes för under sin vistelse på barnhemmet.
Föreningen Samhällets styvbarn använder med tillstånd från skulptörens efterlevande en bild av skulpturen i sin logotyp.